# Zagami
Zagami – meteoryt kamienny spadły 3 października 1962 roku w prowincji Katsina w Nigerii. Meteoryt jest pochodzenia marsjańskiego i należy do shergottytów. Spadek meteorytu był zaobserwowany przez miejscowego rolnika. Meteoryt wbił się na głębokość 2 metrów i po wydobyciu miał masę 18 kg. Meteoryt Zagami jest jak dotąd największą pojedynczą skałą pochodzącą z Marsa, jaką znaleziono na Ziemi.